# 樹頭埔
樹頭埔，是臺灣嘉義縣中埔鄉的一個傳統地域名稱，位於該鄉北部略偏西。相較於今日行政區，其範圍大致與義仁村相近。

## 歷史
台灣日治初期，樹頭埔地區為一街庄（舊制街庄），稱為「樹頭埔庄」，隸屬於嘉義東堡。該庄北隔八掌溪與內甕庄、轆仔腳庄為界，東與社口庄為鄰，南邊為枋樹腳庄、石頭厝庄，西邊為頂六庄。
1901年（日治明治三十四年）11月11日，全台設置二十廳，該庄隸屬於嘉義廳。1904年（明治三十七年）2月15日，該庄編入「中埔區」，隸屬於嘉義廳。1909年（明治四十二年）10月25日，全台整併二十廳為十二廳，該庄仍隸屬於嘉義廳。1910年（明治四十三年）1月18日，各區管轄區域調整，該庄仍隸屬於嘉義廳的「中埔區」。
1920年（大正九年）10月1日，全台廢十二廳改設五州二廳，該庄改制為「樹頭埔」大字，隸屬於臺南州嘉義郡中埔庄（新制街庄）。
戰後中埔庄改制為中埔鄉，隸屬於臺南縣，大字亦改制為村。1950年（民國39年）10月，雲、嘉、南分治，中埔鄉改隸屬於嘉義縣。

## 聚落
本地區發展較早的聚落有樹頭埔、安溪厝（安家厝）、挖仔厝、後壁藔等，在日治期初期的官方地圖上已有記載。

## 交通
省道台3線俗稱「內山公路」，是臺北至屏東的幹道，經過本地區挖仔厝聚落。由該道路北行可前往番路鄉西北部、竹崎鄉、梅山鄉、雲林縣古坑鄉、斗六市等地；南行可前往中埔鄉中埔市區、番路鄉南部、大埔鄉、臺南市楠西區、玉井區等地。
省道台18線主要路段又稱「新中橫公路嘉義玉山線」，俗稱「阿里山公路」，是太保至塔塔加的幹道，經過本地區樹頭埔聚落。由該道路西行可前往嘉義市、嘉義縣太保市，並止於高鐵嘉義站旁的鄉道嘉58-1線路口；東行可前往番路鄉、竹崎鄉東南端、阿里山鄉、南投縣信義鄉，並止於塔塔加的太平巷路口暨省道台21線的終點。
鄉道嘉127線是內甕至義仁的道路。
鄉道嘉132線是樹頭埔至社口的道路。